# Regne de Numídia Occidental
El Regne de Numídia Occidental va ser un regne de la regió coneguda per Numídia, sorgit per la unió de les tribus del territori sota el cap d'una d'elles, els massesils (massaesyli) probablement cap a la meitat del segle iii aC després de la Primera Guerra Púnica.
El seu rei Masinissa I, va ser partidari dels romans durant la Segona Guerra Púnica, mentre el rei de Numídia Oriental, Sifax, es va posar al costat dels cartaginesos. Al final de la guerra, l'any 201 aC, el regne oriental va ser ocupat i entregat a Masinissa I que va reunir les dues parts en una de sola.